# Big Kap
Big Kap, artiestennaam van Keith Carter (New York, 26 februari 1970 – 3 februari 2016) was een Amerikaans hiphopartiest.

## Biografie
Big Kap maakte vanaf 1995 deel uit van de groep The Flip Squad, waar ook onder meer Biz Markie en Mark Ronson deel van uitmaakten. Na de split van de groep eind jaren 90 werkte Big Kap als deejay in verschillende clubs in New York.
Hij overleed in 2016 aan een hartaanval op 45-jarige leeftijd.
- Bibliothèque nationale de France: cb14155958x (data)
- Library of Congress Control Number: n2003077469
- MusicBrainz: e42fbdb0-2083-4809-a4b5-0c3d0b9725af
- Virtual International Authority File: 31374936
- WorldCat: E39PBJmHGwTVTHKGK7yRrGRkDq